# کروز (فیلم ۱۹۹۸)
«کروز» (انگلیسی: The Cruise (1998 film)) فیلمی در ژانر مستند به کارگردانی بنت میلر است که در سال ۱۹۹۸ منتشر شد.